# Tetrapterys magnifolia
Tetrapterys magnifolia är en tvåhjärtbladig växtart som beskrevs av Hipólito Ruiz López och August Heinrich Rudolf Grisebach. Tetrapterys magnifolia ingår i släktet Tetrapterys och familjen Malpighiaceae. Inga underarter finns listade i Catalogue of Life.